# Chloroclystis dryas
Chloroclystis dryas là một loài bướm đêm trong họ Geometridae.